# Aleksei Arbuzov
Aleksei Nikolaevici Arbuzov (în rusă Алексей Николаевич Арбузов; n. 13/26 mai 1908, Moscova, Imperiul Rus – d. 20 aprilie 1986, Moscova, RSFS Rusă, URSS) a fost un dramaturg rus / sovietic.

## Opera
- 1939: Tania ("Таня");
- 1941: Orașul din zare ("Город на заре");
- 1959: Poveste din Irkutsk ("Иркутская история");[8]
- 1967: Spovedanie nocturnă ("Ночная исповедь");
- 1968: Zilele fericite ale unui om nefericit ("Счастливые дни несчастливого человека");
- 1971: Alegerea ("Выбор").